# Kévin Lalouette
Kévin Lalouette (Abbeville, 18 februari 1984) is een Frans weg- en voormalig baanwielrenner die tussen 2011 en 2013 reed voor Roubaix Lille Métropole.

## Carrière
In 2016 behaalde Lalouette zijn eerste UCI-overwinning door het Circuit de Wallonie op zijn naam te schrijven. In deze Waalse eendagskoers verwees hij in een sprint Gianni Marchand en Olivier Chevalier naar de dichtste ereplaatsen.

## Baanwielrennen

### Palmares
| Jaar     | FK                                | EK       | WK       | Overig   |          |
| Junioren | Junioren                          | Junioren | Junioren | Junioren | Junioren |
| -------- | --------------------------------- | -------- | -------- | -------- | -------- |
| 2002     | Ploegenachtervolging              |          |          |          |          |
| Beloften |                                   |          |          |          |          |
| 2003     | Ploegenachtervolging              |          |          |          |          |
| 2004     |                                   |          |          |          |          |
| 2005     | Puntenkoers                       |          |          |          |          |
| Elite    |                                   |          |          |          |          |
| 2010     | Puntenkoers, Ploegenachtervolging |          |          |          |          |

## Wegwielrennen

### Overwinningen
2016
Circuit de Wallonie

## Ploegen
- 2011 –  Roubaix Lille Métropole
- 2012 –  Roubaix Lille Métropole
- 2013 –  Roubaix Lille Métropole